# Les Jalna
Pour les articles homonymes, voir Jalna.
Les Jalna ou La saga des Whiteoak (Whiteoak Chronicles) est une série de 16 romans écrits par Mazo De la Roche entre 1927 et 1960 et retraçant le destin d'une famille de colons propriétaires terriens canadiens, les Whiteoak, et de leur résidence, Jalna, de 1852 à 1954.
Les 16 romans ne sont pas publiés dans l'ordre chronologique du récit. Ils ont rencontré un grand succès populaire et ont donné lieu à des adaptations théâtrales, cinématographiques et télévisuelles.

## Création et réception

### Chronologie
Les livres de la série suivent un ordre chronologique en commençant par Jalna à l'exception de six retours en arrière. Ces différentes rétrospectives ne cassent pas la cohérence de l'ensemble. Mazo de la Roche précise, à ce sujet, qu'elle avait l'histoire entière dans la tête de son tout début à sa toute fin et qu'elle l'avait retranscrite comme elle le sentait.
Mazo de la Roche avait déjà écrit 2 romans Possession, publié en 1923,  et Delight, publié en 1926,  lorsqu'elle entreprend, en 1925-1926, la rédaction de Jalna. Elle entend parler d'un concours international organisé par le magazine Atlantic Monthly et l'éditeur Little, Brown and Compagny et ouvert à des auteurs non nécessairement américains. Elle postule en 1927 parmi près de 1 200 compétiteurs et obtient le premier prix, associé d'une prime d'un montant de 10 000 dollars. Première autrice canadienne à recevoir un tel prix, elle voit sa notoriété renforcée et Jalna devient un vrai succès littéraire au Canada et aux États-Unis avec plus de 85 000 exemplaires vendus en quelques semaines. Ce prix lui permet d'entreprendre un séjour en Europe, commencé en 1928 et qui se conclut par une installation en Angleterre pour 10 ans. C'est donc en Angleterre qu'elle écrit le second roman de la série Whiteoaks of Jalna (Les Whiteoak de Jalna) , dont le titre prévu initialement était Jalna Revisited. Ce roman est publié aux États-Unis en 1929 et s'y place rapidement au second rang des ventes. Il est suivi de Finch's Fortune (Finch Whiteoak), écrit dans le Devon et publié en 1931. Ce livre essuie quelques critiques négatives mais signe son premier réel succès en Grande-Bretagne. Le roman suivant The Master of Jalna (Le Maître de Jalna) est publié en 1933.
À cette époque, Mazo de la Roche  a deux projets en cours. Le premier est une adaptation théâtrale des deux premiers romans qu'elle veut pouvoir contrôler. En 1933, elle est donc à Londres pour chercher un producteur et trouve auprès de Nancy Price une aide précieuse pour cette adaptation. D'autre part, elle a le désir de compléter sa série par un roman dont l'action se situerait dans le passé : l'action du dernier roman se déroulait en 1933 et son projet plongerait le lecteur 27 ans auparavant en 1906. Les éditeurs de New York sont opposés à ce projet et c'est vers les éditions Daniel Macmillan qu'elle se tourne pour publier en 1935 Young Renny (La Jeunesse de Renny). 1935 est aussi la date de sortie d'une version filmée de Jalna produite par la RKO réalisée par John Cromwell, avec Ian Hunter dans le rôle de Renny et Kay Johnson dans celui d'Alayne.
Le 13 avril 1936 a lieu la première de la pièce Whiteoaks dont le succès est lent à démarrer mais qui reste à l'affiche pendant 3 ans (jusqu'à la guerre) et qui fait l'objet d'une tournée en Angleterre en 1937-1938, puis, en 1938, à New York et au Canada où elle reçoit un accueil triomphal. C'est la première pièce d'un auteur canadien montée dans un théâtre professionnel à Londres. Whiteoak Harvest (Moisson à Jalna), commencé dès 1935, et faisant suite chronologiquement au Maître de Jalna, est le dernier roman écrit durant sa période anglaise. Il est publié en 1936. L'arrivée de la guerre force le retour de Mazo de la Roche au Canada.
En 1940 paraît Whiteoak Heritage (L'héritage des Whiteoak), second retour en arrière, puisque ce roman est la suite chronologique de La Jeunesse de Renny.
En 1941, elle reprend le cours normal de la série avec  Wakefield’s Course (Le destin de Wakefield).
En 1943, c'est près de 90 ans en arrière que Mazo de la Roche plonge ses lecteurs avec Building of Jalna (La Naissance de Jalna) qui se déroule en 1852-1854 et retrace la création de la maison. Ce roman, publié en 1944,  est mal reçu par la critique, plus encore que la Jeunesse de Renny. Les éditeurs semblent fatigués de la «veine Jalna».
Return to Jalna (Retour à Jalna), publié en 1946, reprend le fil normal du récit et relate le retour des hommes après la guerre de 39-45.
Mazo de la Roche interrompt toute écriture en 1946-1947 à cause d'une maladie de sa cousine et compagne de vie Caroline Clement. En 1949 sort Mary Wakefield, quatrième retour en arrière. Ce roman est adapté au théâtre sous le titre Mistress of Jalna. La pièce, créée en 1953 par la Toronto New Play Society, est bien reçue sans pour autant donner lieu à une tournée.
Mazo de la Roche reprend le fil de l'histoire avec  Renny’s Daughter (La Fille de Renny) en 1951, puis revient dans le passé (1923) avec Whiteoak Brothers (Les frères Whiteoak) en 1953. Paraissent ensuite, en 1954, Variable Winds at Jalna (Les Sortilèges de Jalna) puis, en 1958, Centenary at Jalna (Le Centenaire de Jalna), dernier roman selon l'ordre du récit.
Morning at Jalna (Matin à Jalna), publié en 1960, est le dernier retour dans le passé de la série puisqu'il plonge le lecteur en 1863 en pleine guerre civile. À la mort de Mazo de la Roche en 1961, un 17e roman était en préparation.

### Sources

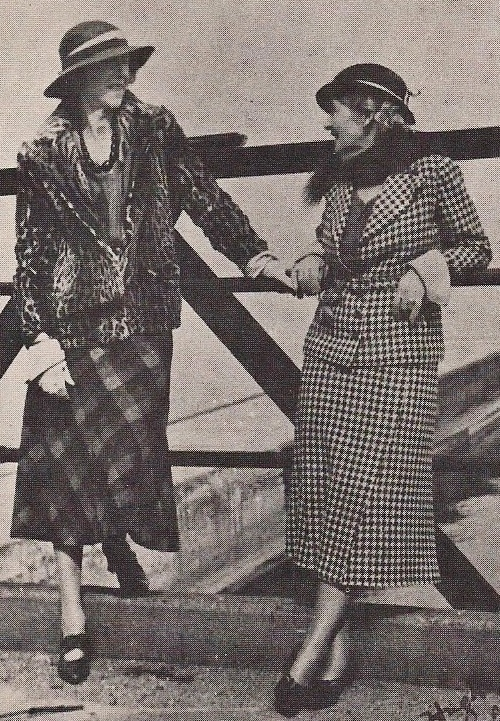
Mazo De La Roche et Caroline Clement dans les années 1930.

Mazo de la Roche trouve les matériaux pour ses romans dans un monde imaginaire qu'elle s'est créé et qu'elle fait vivre depuis son enfance, le Jeu (The Play ou The Game). Elle y invite sa cousine Caroline Clement dès le début de leur vie commune. Caroline n'a pas l'imagination de Mazo de la Roche pour pouvoir inventer les personnages ou les situations mais suffisamment pourtant pour les jouer et les faire vivre. Elle est également capable de donner des conseils critiques à Mazo de la Roche et l'aide par sa prise de notes. Ce monde imaginaire a tellement de consistance qu'il est très pénible à Mazo de la Roche d'accepter les suggestions de modifications venant de l'extérieur.
Le monde de son Jeu se nourrit des expériences présentes et passées de Mazo de la Roche, de sa connaissance sur les vies de sa famille et de celle de Caroline. Les lieux et les personnages rencontrés se retrouvent parfois presque inchangés dans ses romans. Elle a, dans ce Jeu, créé un univers géographique très cohérent qu'elle utilise dans l'ensemble de son œuvre, même dans des récits non liés à l'univers Jalna. Les lieux situés en Angleterre portent souvent leur vrai nom tandis que ceux situés au Canada sont les travestissements de lieux dans lesquels Mazo de la Roche a passé son enfance. Ils sont situés au nord-ouest de Toronto autour de Newmarket et Oakville. Mazo de la Roche y a fréquenté une classe de colons aisés, dynamiques, influents, originaires d'Angleterre et d'Irlande, fidèles à la couronne britannique et dont l'archétype est l'officier anglais venant des Indes. Cette classe-là est en train de disparaitre au moment où Mazo de la Roche écrit ses romans. Mazo de la Roche se défend de les avoir fait intervenir dans ses livres mais, pour Hambleton , il n'y a aucun doute qu'on en trouve des références.
Mazo de la Roche ne revendique que trois inspirations : celle de son arrière grand-mère Sarah, pour camper le personnage d'Adeline (la grand-mère), celle de son père pour certains traits du caractère de Renny et sa propre personnalité qui se retrouve en grande partie dans celle de Finch.
Pour nommer ses personnages, Mazo de la Roche utilise des noms de personnes ayant vécu autour de Newmarket et des noms figurant dans le cimetière (Adeline, Philippe, Wakefield, Binns, Fennel, Stroud...). Mais Elizabeth Doty pense qu'il est probable qu'elle se soit aussi nourri de ses lectures.
Concernant le domaine de Jalna, la propriété Benares à Clarkson (en), nommée en référence à une garnison en Inde, est souvent citée. En 1927, Mazo de la Roche envisage même de la faire figurer en couverture de son nouveau roman. Par la suite, Mazo de la Roche précisera: « Jalna est inspirée par les traditions de cette partie du sud de l'Ontario à la lisière de laquelle nous avions construit Trail Cottage… Aucune maison en particulier n'était représentée; aucune famille n'est dépeinte  ». Mais, selon Hambleton, cette propriété fait indéniablement partie de son environnement personnel et, quoique différentes, les maisons de Jalna et de Benares ont des similitudes troublantes comme le grand portrait en pied du propriétaire des lieux ainsi que les caractéristiques du fourneau. Les allusions à la famille Magrath-Harris, propriétaires de Benares, ne s'arrêtent pas là, car il existe des ressemblances entre l'église construite par les Whiteoak et celle de Magrath à Erindale (en). Il est probable aussi que l'atmosphère de la maison du Major Osler, voisin de la famille Roche quand le père de Mazo de la Roche tente une expérience de fermier à Galt (en), qualifiée de « maison gracieuse dans un environnement sauvage », ait servi de source à celle dans laquelle baigne la famille Whiteoak. Ce séjour à la ferme Rochedale est d'ailleurs important dans la formation de l'autrice et on retrouve dans son œuvre des références presque inchangées à ces lieux et aux personnes rencontrées.

### Réception
Concernant la réception de son œuvre, il faut distinguer la réaction des critiques littéraires de celle de ses lecteurs.
Sa victoire au prix de l'Atlanctic Monthly la fait entrer dans le cercle fermé des autrices respectables. Cette réputation est motivée par la notoriété du prix. On salue sa capacité à peindre avec brio les multiples tableaux dont se compose Jalna. On note l'ampleur de la composition, la vitalité du roman, sa maitrise à manipuler avec habileté et précision la multitude de personnages. La sortie du second livre confirme son génie créatif, sa rare puissance, son aptitude remarquable à peindre avec couleur cet environnement familial. On cite à son sujet Hugh Walpole, John Galsworthy et sa série des Forsyte, Thomas Hardy et Knut Hamsun. Dès le troisième roman, les critiques commencent à se lasser de cette famille animée et querelleuse. Plus Mazo de la Roche obtient un succès populaire, plus l'appréciation des critiques est négative. On trouve que sa veine s'épuise, on lui reproche aussi son conservatisme, on se plaint de cette série au long cours, prônant des traditions usées. Malgré son succès populaire, Mazo de la Roche est blessée par ces critiques. On trouve cependant encore, en 1938, des critiques dithyrambiques sur son œuvre. Sterling North, par exemple , affirme que l'autrice égale George Meredith pour la force de ses descriptions, Thomas Hardy pour l'humeur du climat et des personnages, Charles Dickens pour ses qualités mélodramatiques et surpasse Galsworthy dans la création d'une saga. Selon Hambleton pourtant, Galsworthy et de la Roche ont des styles différents : l'un serait plutôt un auteur dramatique tandis que l'autre serait une autrice romantique. Galsworthy se place à l'extérieur de son univers, le manipule et le conduit tandis que Mazo de la Roche se laisse imprégner et guider par sa création.

Du côté des lecteurs en revanche, son succès ne fait que croître. À sa mort, on compte près de 11 millions d'exemplaires vendus, 193 éditions en anglais et 93 en 12 langues étrangères. Mazo de La Roche reçoit des milliers de lettres de ses lecteurs, du Canada mais aussi d'Europe. Là, l'engouement est patent.  Le succès est grand en France, des versions pirates fleurissent en Pologne, Hongrie, Tchécoslovaquie. Durant la guerre, cette famille symbolise une liberté perdue et la résistance au fascisme ambiant. Ses livres servent même de base pour un code secret utilisé par des agents alliés. En 1961, une véritable «folie des Whiteoak» s'empare de l'Europe, où on baptise maisons, animaux et même enfants du nom des héros de la série. Malgré un stéréotype fréquemment présenté, son lectorat ne se limite pas à l'adolescente tombant amoureuse de Renny et la femme mûre s'apitoyant sur le sort de Finch et Eden. Les lecteurs, à la recherche de stabilité, aiment renouer, livre après livre, avec un monde familier, peuplé de personnages connus. Le conservatisme, désapprouvé par les critiques, est ici une garantie pour les lecteurs, surtout durant les périodes troublées de la crise de 29 et de la Seconde Guerre mondiale, qui sont assurés de trouver dans ses romans un environnement inchangé dans lequel ils vont pouvoir jouir du passé, alimenter leur imagination et satisfaire leur goût pour des intrigues amoureuses. Douglas M. Daymond souligne tous les points récurrents qui confèrent à donner à cet univers sa stabilité : la beauté et la rigueur des hivers , la chaleur de l'été, les pique-niques près du lac avec patinage ou baignade, les flirts, les enfants précoces ou incompris, les querelles familiales, les trahisons amoureuses, les histoires d'argent, les sorties pour l'église, les départs et arrivées des membres de la famille, les conversations sur le vieux pont enjambant la rivière ou le long du lac, la fidélité au clan, les problèmes domestiques, les relations avec les animaux familiers, l'investissement dans de jeunes chevaux associés à des qualités narratives présentant avec humour, ironie ou sympathie tous les protagonistes, soulignant les relations entre l'homme et la nature, la liberté et le respect des traditions. Pour lui, Mazo de la Roche a peur du changement qui va détruire ce mélange d'individualisme et de conservatisme - ce qui explique d'ailleurs le caractère de plus en plus sombre des romans - et cette crainte est partagée par son lectorat. À cela s'ajoute une vision idéalisée du nouveau monde que souligne Lovat Dickson :
« The Whiteoak books represent the idealized portrait of Canada, which all English people have. Life is hardly ever painful at Jalna. It's comfortable, it's exciting, there are domestic dramas going on. I think that Englishmen like to believe that anywhere abroad life goes on as it used to go on in England. We always like to think that life for our parents must have been wonderful and life for us is horrid. Englishmen reading about the Whiteoaks think that life is lived that way now, and we know that life is not lived that way in England – or in Canada »
— Lovat Dickson, Présentation des Jalnas sur Pan Books

« Les livres sur les Whiteoak représentent le portrait idéalisé du Canada que les Anglais en ont. La vie y est rarement pénible, elle est confortable, excitante, avec quelques drames familiaux. Je pense que les Anglais aiment à croire que partout à l'étranger, la vie continue comme avant en Angleterre. On aime à penser que la vie de nos parents a dû être merveilleuse et que la nôtre est horrible. Les lecteurs anglais imaginent que la vie est vécue de cette façon maintenant alors que nous savons que cela n'est pas le cas ni en Angleterre ni au Canada. »
— Présentation des Jalnas sur Pan Books
C'est probablement ce malentendu, ainsi que le sentiment que l'auteur parait en fait plus anglaise que canadienne, qui fait que cette œuvre est davantage prisée en Angleterre qu'au Canada: les habitants de Toronto mesurent combien cette vision est hors de toute réalité.

## Liste des titres
| Rang | Titre original          | Titre français          | Parution | Résumé |
| ---- | ----------------------- | ----------------------- | -------- | --- |
| 1    | Building of Jalna       | La Naissance de Jalna   | 1944     | 1852. Adeline, originaire d'Irlande et son mari, le capitaine Philippe Whiteoak, ayant quitté les Indes avec leur bébé Augusta, décident de migrer au Canada et s'installent chez des amis, près du lac Ontario tandis qu'ils construisent leur nouvelle résidence Jalna. Naissance de Nicolas à Québec et d'Ernest à Jalna. |
| 2    | Morning at Jalna        | Matin à Jalna           | 1960     | En 1863, durant la guerre de Sécession, la famille Whiteoak, qui s'est agrandie avec la naissance de Philippe, reçoit une famille de confédérés, les Sinclair, qui vont secrètement organiser depuis le Canada, un front de résistance. |
| 3    | Mary Wakefield          | Mary Wakefield          | 1949     | Une trentaine d'années plus tard. Le dernier fils d'Adeline, Philippe, est veuf et père de deux enfants, Meg et Renny. Son frère Ernest se charge de recruter une nurse, Mary Wakefield. Malgré l'opposition des membres de la famille, Philippe tombe sous le charme de Mary et finit par l'épouser. |
| 4    | Young Renny             | La Jeunesse de Renny    | 1935     | Vers 1906. Renny est un jeune homme. La famille s'est agrandie avec la naissance d'Eden et Piers. Sa sœur Meg est trahie par son fiancé Maurice Vaughan qui a eu une enfant, Pheasant, avec une jeune fille de passage tandis que Renny se laisse séduire par la tante de celle-ci. Lui et sa sœur se liguent contre un cousin, Malahide, tentant d'établir son influence auprès de leur grand-mère Adeline. |
| 5    | Whiteoak Heritage       | L'héritage des Whiteoak | 1940     | Après la première guerre mondiale, Renny, âgé de 32 ans, retourne à la maison. Ses parents sont morts et lui ont légué le domaine. Ses oncles, Nicolas et Ernest, sont installés à Jalna. Il a hérité de deux nouveaux frères, Finch et Wakefield et découvre que son frère Eden, devenu poète, est tombé amoureux d'une personne ayant deux fois son âge. Il a une liaison avec une femme mariée, Chris Dayborn. |
| 6    | Whiteoak Brothers       | Les frères Whiteoak     | 1953     | 1923, Finch a 15 ans, sa grand-mère 98 et son frère Renny 37 ans. Presque tous les membres de la famille perdent une partie de leurs économies dans des placements hasardeux sur une mine factice. Piers et Pheasant nouent une idylle secrète. |
| 7    | Jalna                   | Jalna                   | 1927     | (1925) Adeline, bientôt centenaire, est la capricieuse et tyrannique aïeule de la famille tandis que le plus jeune, Wakefield, est une roué petit garnement de 9 ans . Piers et Pheasant se marient en secret. Les poésies d'Eden sont publiées à New-York. Venu rencontrer sa maison d'édition, Eden se marie avec sa lectrice, Alayne Archer. Mais à leur retour à Jalna, Alayne et Renny éprouvent une attirance réciproque tandis qu'Eden a une brève aventure avec Pheasant. Finch prend des cours de musique. Meg renoue avec son amour de jeunesse Maurice Vaughan. |
| 8    | Whiteoaks of Jalna      | Les Whiteoak de Jalna   | 1929     | Piers et Pheasant sont parents d'un petit Mooey (Maurice) et Meg et Maurice d'une fille, Patience. Eden et Alayne se sont séparés et ont quitté Jalna, mais, quand Eden est retrouvé, gravement malade, Renny convainc Alayne de revenir le soigner. Finch, artiste incompris, s'essaie au théâtre, monte un groupe musical et n'est pas insensible au charme d'Arthur Leight. Ces activités et cette amitié particulière déplaisent fortement à ses frères. Il trouve une confidente auprès de sa grand-mère qui lui lègue sa fortune à sa mort, au grand scandale de la famille. À sa guérison, Eden s'enfuit avec Minny Ware, la jeune fille qui s'occupait de Patience, laissant le champ libre à Renny.                                                               |
| 9    | Finch's Fortune         | Finch Whiteoak          | 1931     | (1929) Finch est majeur et peut toucher à son héritage qu'il dilapide en dons divers et en placements risqués. Il entreprend un voyage en Grand-Bretagne avec ses oncles Nicolas et Ernest pour rendre visite à sa tante Augusta et y retrouve Eden et Minny Ware. À l'issue d'un trouble triangle amoureux entre Finch, et le couple Sarah Court et Arthur Leigh, Finch passe par un épisode dépressif. Renny et Alayne, désormais mariés, traversent une crise dont une des causes est la ferme aux renards avec ses occupantes Pauline et Clara Lebraux. Pheasant met au monde un deuxième garçon prénommé Finch (Nook). |
| 10   | The Master of Jalna     | Le maître de Jalna      | 1933     | (1933) Wakefield a 17 ans et est amoureux de Pauline Lebraux qui, elle, est amoureuse de Renny. Renny, désormais papa d'une fillette de 18 mois, Adeline, cherche à conserver les traditions familiales mais doit se résoudre à voir le monde changer autour de lui et doit gérer des finances au plus mal. Finch est un musicien célèbre. Eden revient mourir à Jalna. Après le décès de son mari Arthur Leigh, Sarah entreprend la reconquête de Finch. À la naissance de leur troisième garçon, prénommé Philippe, Piers et Pheasant quittent Jalna pour une location. Pauline et Clara Lebraux viennent s'installer près de Jalna et Renny couche avec Clara. Décès d'Augusta.                                                                                         |
| 11   | Whiteoak Harvest        | La Moisson de Jalna     | 1936     | Alayne, découvrant la liaison de Renny avec Clara, quitte Jalna. Wakefield rompt ses fiancailles avec Pauline pour entrer dans les ordres. Nicolas et Ernest, partis gérer les affaires d'Augusta, reviennent à Jalna. Finch et Sarah, mariés, reviennent à Jalna avec Roma, la fille d'Eden et de Minny Ware, qu'ils confient à Renny. Finch, en proie à de douloureux maux de tête, supporte de moins en moins l'amour envahissant de sa femme. Après une réconciliation à New-York, Renny ramène Alayne, enceinte, à Jalna et y accueille aussi la tante de celle-ci, Harriet Archer qui se fiance avec Ernest. Naissance d'Archer. Wakefield abandonne les ordres. |
| 12   | Wakefield’s Course      | Le destin de Wakefield  | 1941     | 1939. En Angleterre, Wakefield démarre une carrière d'acteur à Londres. Il tombe amoureux de Molly Griffith et s'apprête à l'épouser avant de découvrir qu'elle est en fait la fille que Renny a eue avec Chris Dayborn. Pheasant et Piers confient leur fils ainé de 13 ans, Maurice, à leur cousin Dermot qui vit en Irlande et qui est prêt à en faire son héritier. À la mort de sa femme Harriet, Ernest retourne vivre à Jalna. Finch renoue avec sa femme Sarah. Mais, à la naissance de leur enfant, Dennis, Sarah reporte tout son amour sur ce dernier au grand soulagement de Finch. Les trois frères, Renny, Piers et Wakefield s'enrôlent pour la guerre. Piers est fait prisonnier. Les sœurs de Molly, Gemmel, Garda et Althéa, s'installent près de Jalna. |
| 13   | Return to Jalna         | Retour à Jalna          | 1946     | Après quatre années de guerre où les femmes ont pris en charge les tâches de l'exploitation, les hommes retournent à Jalna (Maurice Whiteoak à la mort de Dermot, puis Finch divorcé de Sarah, Piers qui a perdu une jambe à la guerre, Renny, Wakefield) . Après le décès de son mari, Meg vend la propriété de Vaughanland à Mr. Clapperton qui y entreprend la construction d'un village au grand scandale des habitants de Jalna. Il offre à Gemmel Griffith une opération qui lui permet de remarcher et souhaite en faire son épouse. À la mort de Sarah, Finch devient responsable de son fils Dennis. Pheasant met au monde une fille Mary Pheasant. |
| 14   | Renny’s Daughter        | La Fille de Renny       | 1951     | Vers 1948, Dennis a fêté ses 8 ans, Ernest fête ses 95 ans, Alayne atteint la cinquantaine et Renny plus de soixante, Piers a 44 ans et Pheasant 42. Archer a près de 14 ans. Adeline a fini ses études et refuse de poursuivre en université. Avec son oncle Finch, elle accompagne en Irlande Maurice, qui, enfin majeur, part prendre possession de l'héritage de Dermot Court. Elle y vit une histoire d'amour avec Maitland Fitzturgis. Un incendie détruit Vaughanland et provoque la mort de Clapperton. Décès d'Ernest. Finch rachète Vaughanland. Une connaissance de Finch, Humphrey Bell, s'installe dans la ferme aux renards. |
| 15   | Variable Winds at Jalna | Les sortilèges de Jalna | 1954     | Cet épisode voit le décès de Nicolas à 98 ans, la rupture des fiançailles entre Adeline et Mait Fitzturgis, qui s'est laissé séduire par Roma, les mariages de Patience avec Humphrey Bell et de Meg avec le pasteur Rupert Fennel et la mise en ménage de Wakefield avec Molly Griffith. Finch, qui vient de reconstruite Vaughanland se fiance avec la sœur de Mait, Sylvia Flemmings. |
| 16   | Centenary at Jalna      | Le Centenaire de Jalna  | 1958     | La famille organise une grande fête pour le centenaire de la fondation de la maison. Dennis, 14 ans, en proie à une jalousie maladive et meurtrière se comporte en bourreau envers sa belle mère Sylvia et est responsable de son décès lorsqu'elle met au mode, seule, le petit Ernest, puis de plus en plus caractériel et rejeté tente de se suicider. Maitland et Roma se marient. Wakefield, tuberculeux, revient à Jalna avec Molly pour y passer sa convalescence mais Molly, mal accueillie, préfère le quitter. Patience met au monde une petite Victoria. Renny organise un mariage sans amour entre Philippe et Adeline pour reconstituer une copie du couple fondateur.                                                                                        |

## Personnages

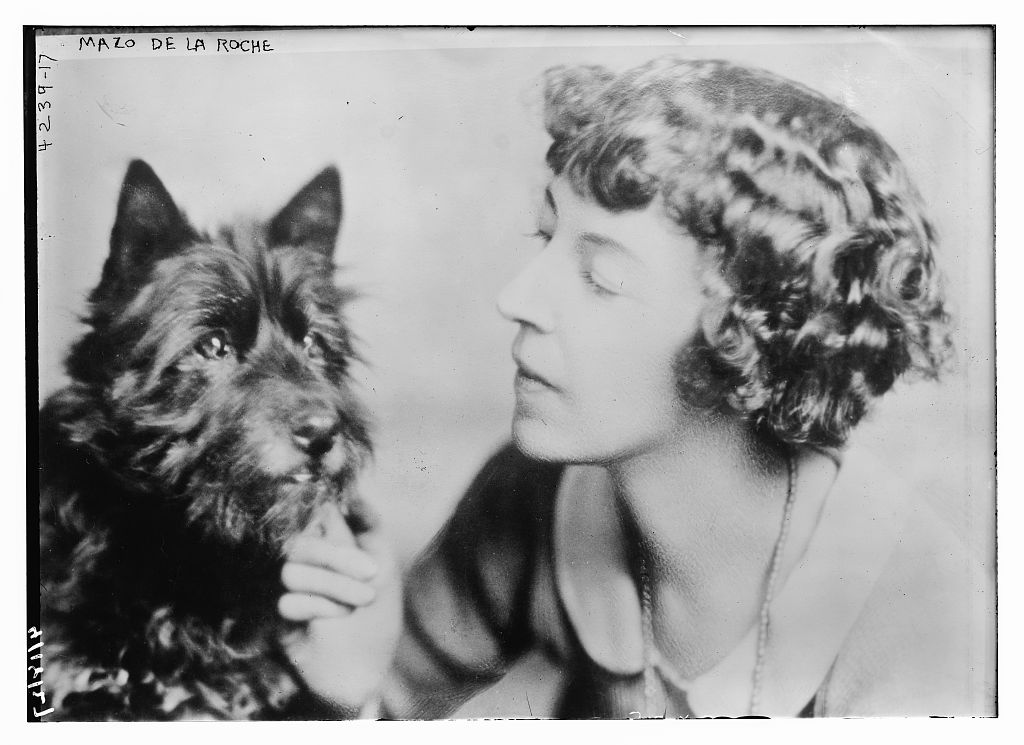
Mazo de la Roche et son chien Bunty

Mazo de la Roche a créé un univers cohérent avec ancêtres, amis, connaissances. Dans ce monde imaginaire, elle se sent plus en sécurité que dans le monde réel . Elle affirme connaitre ses personnages mieux qu'elle ne se connait elle-même et, selon Hambleton, elle a mis dans chacun d'entre eux une part de sa propre expérience et de sa propre personnalité. Elle les dote d'animaux de compagnie auxquels ils sont attachés comme elle l'a été, elle-même, à son chien.  

### Les aïeuls
- Adeline : dans sa jeunesse, très belle femme rousse d'origine irlandaise au tempérament flamboyant comme sa chevelure. Dans sa vieillesse, vieille femme tyrannique, amoureuse de la vie, aimant et réclamant les démonstrations d'amour de ses enfants et petits enfants. À pour animal de compagnie un perroquet nommé Boney. Ce personnage est directement inspiré de l'arrière grand-mère de Mazo de la Roche, est née la même année qu'elle, est, comme elle d'origine irlandaise[54].  De ses quatre enfants, l'un Philippe sera la source de la génération suivante mais décède jeune. Les trois autres vivent jusqu'à un âge avancé. Le couple qu'elle forme avec son mari Philippe se situe dans la société influente et respectable des colons canadiens[56] (ancien officier, bâtisseur de l'église de la nouvelle communauté....). Leur nom «Whiteoak» (chêne blanc) évoque la force (le chêne) et la pureté (le blanc) tandis que celui de «Court» porté par Adeline évoque la chevalerie[57].
- Augusta : la plus anglaise de la famille. Elle épouse un baronnet et vit principalement en Angleterre. Sa délicatesse lui permet de comprendre les tourments des membres de la famille les plus sensibles.
- Ernest : a toujours été célibataire, a pour compagnon un chat, s'investit depuis des années dans la rédaction d'une biographie de Shakespeare
- Nicolas: marié en Angleterre puis divorcé, sujet à des crises de goutte, a pour compagnon un terrier. Il sait jouer du piano. Devient vers la fin de sa vie fortement anti-américain.

### La fratrie
Les deux premiers enfants sont issus du mariage de Philippe avec Margareth Ramsay, fille de colon. Ils incarnent la puissance et la longévité d'une lignée de conquérants, les quatre autres sont nés du remariage de Philippe avec la gouvernante Mary Wakefield et se caractérisent presque tous par leur faiblesse et leur sensibilité. 
- Meg : fiancée trahie, elle se maintient dans ce rôle pendant 17 ans, compensant sa neurasthénie par des collations servies en dehors des repas. Mariée ensuite à Maurice Vaughan et mère de Patience, elle exprime un grand  amour maternel et protecteur envers ses frères plus jeunes.
- Renny : homme à femmes, roux comme sa grand-mère, souvent assimilé à un renard. C'est un cavalier émérite, éleveur de chevaux, sentant toujours l'écurie et toujours accompagné de chiens. Aimant les enfants, il est le maitre de Jalna et chef d'un clan qu'il essaie de protéger et de maintenir uni malgré les disputes fréquentes[59]. Très attaché aux valeurs du passé symbolisées par la résidence Jalna avec ses incommodités. Arrive souvent à faire plier les autres à ses désirs. Impose à sa fille un mariage avec son cousin Philippe dans l'unique but de reconstituer le couple Adeline-Philippe fondateur de Jalna. Mazo de la Roche affirme qu'il a d'étroites connexions avec son propre père, à qui elle dédie d'ailleurs le premier roman de la série[60]: roux comme lui et amateur de chevaux, capable de faire plier les autres à sa volonté et prenant en charge les autres membres de la famille[25]. Mazo de la Roche en fait un personnage central avec un double aspect contradictoire, en même temps invincible et omnipotent mais aussi égoïste, infidèle et capable d'enfantillage[25].  Il incarne une certaine animalité faite de passion, de pouvoir et de cruauté[61].
- Piers : Enfant et adolescent, il a tendance à martyriser ses frères qu'il juge faibles. Fermier dans l'âme, ressemblant à son père Philippe, il est probablement le plus rustique de sa génération[62]. Il a une attitude possessive envers sa femme Pheasant et ne supporte aucune faiblesse chez ses enfants.
- Eden : le poète de la famille, il traverse la vie principalement  préoccupé de lui-même et de son art et meurt jeune d'une tuberculose. Il est perçu par les membres plus pragmatiques de la famille comme une sorte d'original que l'on tolère sans comprendre exactement l'utilité de ce qu'il fait[63].
- Finch : le personnage le plus complexe du roman et celui dont Mazo de la Roche dit être la plus proche. Il est extrêmement sensible à ce que les autres pensent de lui et à comment ils interagissent avec lui. Pianiste, il vit son art dans la souffrance. Papa de Dennis et Ernest qu'il n'arrive pas à aimer ni même à supporter. Mazo de la Roche affirme y avoir introduit beaucoup de ses propres sentiments[26]. Comme elle, il passe par une dépression qui l'empêche de produire pendant un an. Comme elle, il subit en vain des électrochocs pour en être guéri[64]. Il trouve dans sa grand-mère une confidente qui tente jusqu'à son dernier souffle de lui transmettre son amour de la vie. La deuxième facette importante de Finch est sa relation avec Sarah, faite de peur de l'emprise, qui contribue à créer dans les derniers romans de la série une atmosphère angoissante[65].
- Wakefield : de santé fragile dans son enfance, il a été un enfant gâté. À l'âge adulte, il est tenté par la prêtrise, le théâtre, l'aviation. Il fait fi des convenances en vivant une histoire d'amour avec sa demi-nièce Molly. Mazo de la Roche glisse dans sa vie des éléments de sa propre expérience au moment de la création de sa pièce à Londres[66].

### Les épouses, conjoints ou proches
En présentant des femmes très étrangères au monde en vase clos vivant à Jalna, Mazo de la Roche permet la confrontation de deux mondes. On assiste à leurs luttes pour conserver leur mode de pensée et au pouvoir du clan qui finit par les grignoter petit à petit. Mazo de la Roche reconnait qu'elle a plus de mal à camper et cerner les personnages féminins de ses romans, que les personnages masculins. Seules se détachent les femmes à forte personnalité.  
- Mary Wakefield : gouvernante anglaise, embauchée par Ernest davantage séduit par son charme que par ses références. Orpheline jeune, elle a vécu une enfance instable auprès de son père journaliste caractériel, et a choisi le métier de gouvernante par incapacité à exercer un autre métier. Mal accueillie par les enfants dont elle a la charge et jalousée par les autres domestiques, elle trouve auprès de Philippe une complicité de vue qui conduit à un mariage.
- Pheasant Vaughan: enfant naturelle, elle cherche désespérément à obtenir l'intérêt de son père Maurice. Difficilement acceptée par la famille quand elle épouse Piers. Elle a une aventure éphémère avec Eden. Elle se plie à l'autorité de son mari dont elle admire la force et la solidité.
- Alayne Archer : lectrice dans une maison d'édition de New-york. Ayant reçu une éducation intellectuelle et raffinée, très réservée. Amoureuse d'abord d'Eden, elle découvre la passion auprès de Renny mais ses valeurs sont très opposées à celles ayant cours à Jalna. Les accrochages avec son mari sont fréquents et elle n'est pas acceptée par une grande partie de l'entourage de Renny[68]. N'aimant pas spécialement les enfants ni les chevaux, elle n'arrive pas à s'attacher à sa fille Adeline dont elle ne comprend pas les passions. Elle reporte son affection et ses espoirs sur son fils Archer qui lui rappelle son père mais qui ne correspond pas à ses attentes. Elle accueille très froidement Roma, la fille d'Eden, dont Renny a accepté la charge.
- Sarah Court: Jeune femme qui semble timide et effacée mais qui se révèle une amoureuse redoutable et envahissante dès qu'elle épouse Finch puis une mère exclusive à la naissance de Dennis.
- Molly Griffith: fille naturelle de Renny et Chris Dayborn, actrice indépendante, elle montre son indifférence aux opinions du clan en vivant avec son demi-oncle Wakefield, mais finit pas s'avouer vaincue en rompant avec lui.
- Althéa Griffith: fille d'un premier mariage du second époux de Chris Dayborn, souffre d'une incroyable timidité, dessinatrice talentueuse.
- Gemmel Griffith:  sœur d'Althéa, infirme depuis l'enfance à la suite d'une chute, guérie grâce à l'intervention de M Clapperton, finit par épouser son bienfaiteur par devoir et reconnaissance.
- Garda Griffith: sœur d'Althéa et Gemmel, la plus pragmatique des trois sœurs. Elle épouse Swift, le neveu de Clapperton.
- Minny Ware : jeune fille chargée de s'occuper de Patience, aime croquer la vie à pleines dents. Très bonne chanteuse. Elle s'enfuit avec Eden pour vivre une vie de bohème en Europe. Maman de Roma.
- Harriet Archer : tante d'Alayne, ayant les mêmes valeurs que sa nièce. Elle tombe sous le charme de Jalna et de la vitalité de ses habitants. Épouse éphémère d'Ernest.
- Sylvia Flemmings : sœur de Maitland, elle a vu son mari mourir sous ses  yeux dans un bombardement, a perdu son enfant à la naissance, dépressive sujette à des crises d'angoisse incontrôlables. Guérie, elle a une aventure avec Galbraith puis épouse Finch et meurt, en accouchant, sous les yeux indifférents de Dennis.
- Maitland Fitzturgis : Irlandais un peu velléitaire. Il a pris en charge sa jeune sœur traumatisée par la guerre. Se laisse séduire par Adeline. Invité à Jalna pour concrétiser ses fiançailles par un mariage, il tente vainement de s'adapter aux exigences de Renny mais ne se sent pas prêt à passer le reste de son existence enchainé à la propriété. Il se laisse séduire par Roma, qu'il finit par épouser.

### Les jeunes
Pour Mazo de la Roche, l'amour maternel ou paternel ne va pas  toujours de soi et nombreux sont les parents éprouvant du désintérêt, du mépris voire de la répulsion envers un leurs enfants. En revanche, le clan, dans son ensemble, doit jouer un rôle protecteur envers chacun d'entre eux. La tradition de prendre en charge les enfants orphelins de la famille et d'amis est très présente dans la propre vie de Mazo de la Roche puisque sa cousine Caroline Clement a intégré sa famille après la mort de ses parents et qu'elle-même a adopté deux enfants orphelins, fille et fils d'amis.   
- Patience: fille de Meg, douce et tranquille, a un don spécial pour soigner les animaux, amoureuse d'un jeune homme Norman Green qui lui préfèrera Roma. Finit par épouser Humphrey Bell. Se plait dans un rôle d'épouse attentionnée et de mère protectrice.
- Adeline : fille de Renny et Alayne, impulsive et passionnée, c'est une enfant rebelle. Cavalière émérite, elle s'oppose à sa mère quand il s'agit du domaine du cheval. Elle a une grande adoration pour son père, se jette corps et âme dans son histoire d'amour. Son caractère entier la conduit à lapider son fiancé infidèle. Son apparente indépendance ne va pas jusqu'à lui permettre de s'émanciper de Jalna où elle se résout à passer le reste de sa vie auprès d'un époux qu'elle n'a pas choisi.
- Archer: fils de Renny et Alayne, intellectuel et prétentieux, ressemble physiquement à son grand-père maternel sans en avoir la délicatesse.
- Maurice (Mooey) : fils ainé de Piers et Pheasant, mal compris par son père qui le juge indolent, ayant peur des chevaux. Il vit avec douleur sa séparation d'avec sa mère quand il est envoyé en Irlande chez un lointain cousin, avant d'apprécier la vie plus douce qui lui est offerte là-bas. Héritier de ce cousin à sa majorité, amoureux éconduit d'Adeline, il souffre d'une solitude qu'il a tendance à noyer dans la boisson.
- Finch (Nook - Christian sous son nom d'artiste) : fils de Piers et Pheasant, enfant et jeune homme discret, étudie la peinture. Quelques tableaux vendus.
- Philippe : le plus jeune des trois garçons de Pheasant et Piers. Enfant et adolescent indiscipliné, excellant dans les activités sportives. Beau et séduisant jeune homme, il est la réincarnation de son ancêtre Philippe. Accepte avec docilité le mariage arrangé avec Adeline.
- Mary : fille tardive de Pheasant et Piers, elle est, à cinq ans, sujette à des crises de pleurs.
- Roma : Fille d'Eden et de Minny Ware, elle est recueillie par Renny. Se sachant rejetée par Alayne, elle survit grâce à son pouvoir de dissimulation. Alayne ne lui pardonnera pas la «farce» qu'elle a inventée en dérobant une forte somme à Clapperton et en faisant apparaitre les billets de façon mystérieuse, contribuant ainsi à terroriser la famille, persuadée que Renny était l'auteur inconscient de ces faits. C'est la seule des enfants à ne pas aduler Renny. Réussit le tour de force de séduire successivement l'amoureux de Patience et le fiancé d'Adeline.
- Dennis : Fils de Finch et de Sarah, a vécu avec sa mère la première partie de sa vie, puis à Jalna au décès de sa mère. Il idolâtre son père qui le juge trop envahissant. Lorsque son père se remarie, son amour exclusif se transforme en jalousie meurtrière envers sa belle-mère. Déséquilibré, il se complait à exercer son pouvoir sur les plus faibles. Il fait preuve d'une passion inquiétante envers son jeune frère Ernest. Rejeté par son père, il tente de se suicider. Il est la figure maléfique[69] du dernier roman à tel point que le terme «assassin» figure sur la jaquette du Centenaire de Jalna[70].
- Ernest : Fils de Finch et de Sylvia. Orphelin de mère et rejeté par son père, il est pris en charge par Pheasant. Bébé souriant et lumineux, il se fait aimer de tous.
- Victoria : fille de Patience et Humphret, elle est donc l'arrière-arrière petite fille d'Adeline.

### Employés
Par leur présence, ils légitiment un système féodal où maitres et valets sont un rapport de dépendance réciproque, l'autorité du maitre étant contrebalancée par une sorte de rouerie adaptative des employés. Ils contribuent à donner à cette famille une respectabilité toute victorienne.
- Les Wragge : le mari est un ancien aide de camp de Renny lors de la première guerre mondiale, il le suit durant la seconde guerre, toujours prêt à s'opposer au désir d'Alayne pour se faire le complice de Renny ou Adeline. Sa femme est cuisinière à Jalna. Ils forment un couple contrasté physiquement (maigreur de l'homme contre obésité de la femme).
- Wright : indispensable palefrenier de Jalna pendant plus de 20 ans, véritable bras droit de Renny et complice d'Adeline, il est en conflit avec Alayne pendant l'absence de Renny.
- Noah Binns : ancien valet de chambre à Jalna, puis fossoyeur. Se complait dans l'annonce des mauvaises nouvelles.
- Tom Raikes : garde champêtre et homme à tout faire de Clapperton, vaurien alcoolique et voleur. Séduit Gemmel. Sa maladresse, alors qu'il est ivre, met le feu à Vaughanland, provoquant la mort de Clapperton. Puis il épouse sa veuve.

## La propriété

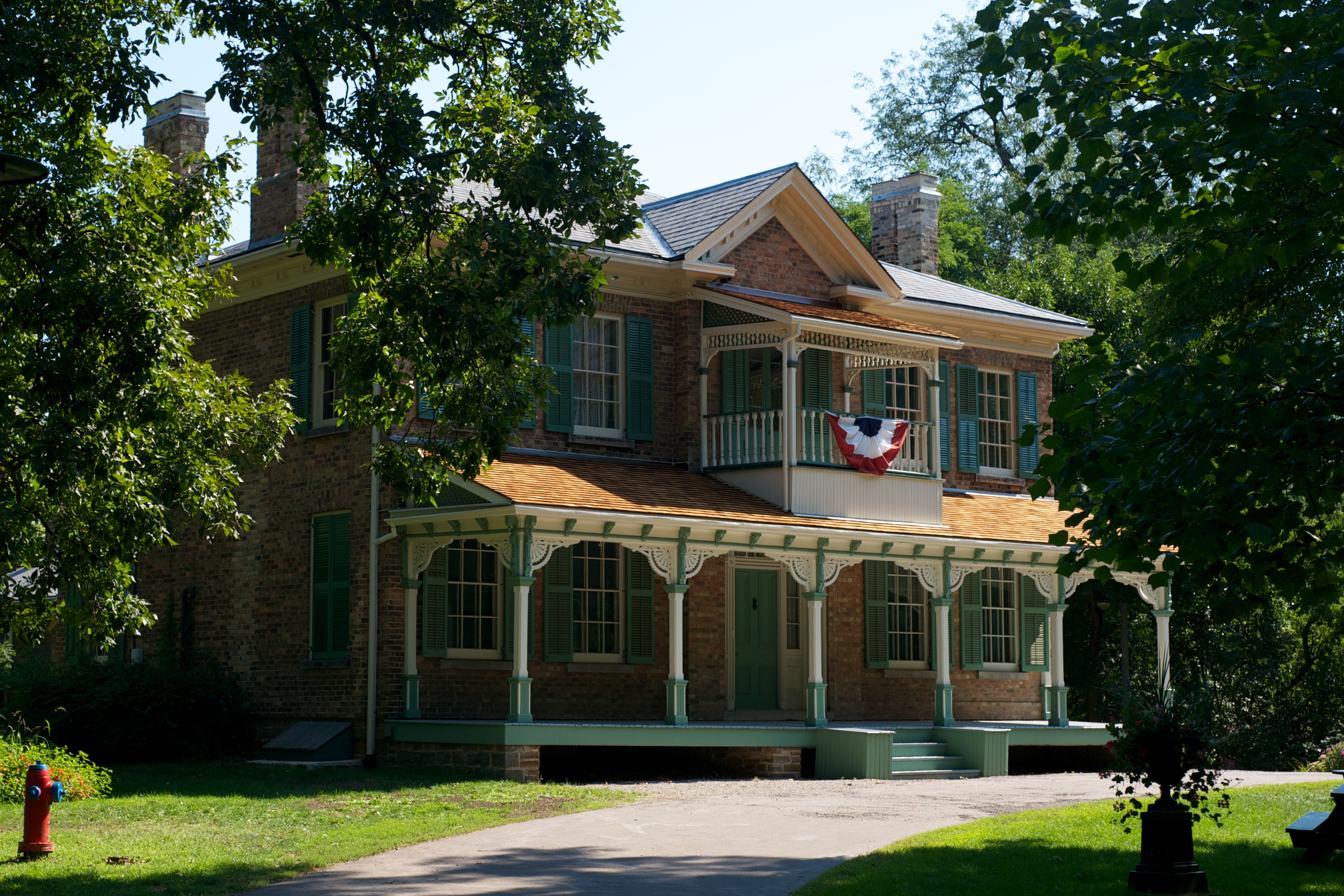
Propriété de Benares ayant très probablement inspiré Mazo de la Roche pour la création de Jalna

Faite de forêts et de champs, traversée par un ravin au fond duquel coule une rivière, la propriété, située à environ 25 miles à l'ouest de Toronto est le centre de la préoccupation des membres de la famille qui lui doivent une fidélité à toute épreuve. La plus grosse faute que commet Renny, aux yeux des autres, est de prendre une hypothèque sur elle.
La maison, de brique rouge et couverte de vigne vierge, est un élément important de la série. Témoin des drames qui s'y nouent, elle en colore par sa lumière leur déroulement (rouge pour la colère, vert pâle pour la tristesse). Ambitionnée au départ comme devant rayonner dans toute la contrée, elle vieillit mal. Les tentatives d'Alayne d'en améliorer le confort se heurtent au conservatisme de Renny qui tient à en faire un mausolée familial surchargé de souvenirs. Les quelques rentrées d'argent sont destinées plus souvent à de l'investissement dans de jeunes chevaux qu'aux réparations nécessaires. 
Deux pièces jouent un rôle important: la grande salle à manger où se nouent et se dénouent dans les cris, les pleurs voire les coups de canne, les grands drames familiaux notamment durant des repas copieux, et la cuisine, domaine des serviteurs et lieu de repli des membres de la famille qui veulent se libérer des carcans imposés.
Les écuries restent le refuge de Renny puis de sa fille Adeline.
Le domaine, de mille acres à la naissance de Jalna, est progressivement grignoté pour n'être plus que de deux-cent-cinquante acres cent ans plus tard. Les modifications à l'intérieur ou autour du domaine (destruction d'arbres pour élargir une route, menace de construction d'une ferme porcine ou de lotissements) sont vécues comme des atteintes à l'intégrité du clan.  Le rachat par Finch de la propriété voisine de Vaughanland reconstitue un ilot de sécurité pour la famille.

## Adaptations
- 1935 : Jalna, film produit par RKO Pictures
- 1936 : Whiteoaks (The play), pièce de théâtre montée à Londres
- 1953 :Mistress of Jalna, pièce de théâtre, créée par la Toronto Newp Play Society
- 1972 : The Whiteoaks of Jalna (en) mini-série canadienne produite par la CBC Television
- 1994 : Jalna, mini-série franco-canadienne produite par France 2 et la télévision de Radio-Canada